# Conus angasi
Conus angasi é uma espécie de gastrópode do gênero Conus, pertencente à família Conidae.